# James Dutton
James Patrick Dutton (Eugene, 20 november 1968) is een Amerikaans voormalig ruimtevaarder. Dutton zijn eerste en enige ruimtevlucht was STS-131 met de spaceshuttle Discovery en vond plaats op 5 april 2010. De missie bracht de Multi-Purpose Logistics Module Leonardo en een nieuwe Ammonia Tank Assembly (ATA) naar het Internationaal ruimtestation ISS.
Dutton werd in 2004 geselecteerd door NASA en voltooide twee jaar later zijn training. In 2012 verliet hij NASA en ging hij als astronaut met pensioen. Hij werd later piloot bij de Amerikaanse luchtvaartmaatschappij Southwest Airlines.